# À La Carte
À La Carte a fost un grup muzical, compus din trei cântărețe, format în 1978. De-a lungul timpului grupul și-a schimbat componența, în final ajungându-se ca nici una din inițiatoare să nu mai facă parte din el. Astfel de grupuri feminine erau foarte populare în Europa în acea perioadă, printre ele numărându-se Arabesque (Germania), Baccara (Spania), Maywood și Luv (Olanda).
Grupul a fost creat de un cuplu de producători germani, Tony Hendrik și Karin Hartmann, angajați ai Hansa International (sub-label of Ariola-Eurodisc) și a avut în componența inițială trei fete din Londra: Patsy Fuller, Julia și Elaine. Primul single al trupei a fost "When The Boys Come Home", în martie 1979. În octombrie a fost lansat al doilea single, intitulat "Doctor, Doctor (Help Me Please)", într-o nouă componență: Patsy Fuller, Jeanny Renshaw, Denise Distelle. În 1980 Katie Humble ia locul lui Denise Distelle. În ianuarie 1981 componența se schimbă din nou: Jeanny Renshaw, Linda Daniels și Joy Martin. În aprilie 1982 se întoarce Katie Humble în locul blondei Linda Daniels, grupul rămânand astfel până la destrămare.
În 1989 DJ Mungo Jerry a încercat să reînvie grupul. Trei noi tinere au fost găsite în acest scop și au lansat single-ul "Dancing In The Summertime" și albumul "Sun Sun Summertime". Aceste lansări cuprindeau majoritatea hiturilor À La Carte din anii '80. Încercarea nu s-a soldat cu succes și noul grup a dispărut.

## Discografie

### Singles
| An   | Titlu                            |
| ---- | -------------------------------- |
| 1979 | When The Boys Come Home          |
| 1979 | Doctor, Doctor (Help Me, Please) |
| 1980 | Do Wah Diddy Diddy               |
| 1980 | Ring Me, Honey                   |
| 1981 | River Blue                       |
| 1981 | You Get Me On The Run            |
| 1981 | Have You Forgotten (Wolga Song)  |
| 1982 | Viva Torero                      |
| 1982 | In The Summer Sun Of Greece      |
| 1982 | Wanted (Jean Le Voleur)          |
| 1982 | Ahé Tamouré                      |
| 1983 | Radio                            |
| 1983 | On Top of Old Smokey             |
| 1984 | Jimmy Gimme Reggae               |

### LPs
- 1980: Doh wah diddy diddy (Ariola 203 176)
- 1981: Viva (Ariola 204 363)
- 1983: Rockin' Oldies (Ariola 205 743)